# Rembo & Rembo
Rembo & Rembo was een absurdistisch televisieprogramma voor jongeren van Theo Wesselo en Maxim Hartman. Het programma werd van 4 oktober 1987 tot 26 januari 1997 uitgezonden door de VPRO bij Villa Achterwerk. De bijbehorende slogan was: "Rembo & Rembo; bovenmaatse humor van de 1 na bovenste plank".

## Programmaomschrijving
In het humoristische kinderprogramma presenteren Rembo en Rembo, twee bijna kaalgeschoren mannen in blauwe pakken en felle overhemden, vanachter een klein geel tafeltje een veelheid aan verschillende sketches. Ze kondigen de fragmenten aan, leveren commentaar en vertellen ondertussen zelf nog enkele grappen. Op het tafeltje stond altijd een rode telefoon, zodat ze ook met mensen konden "bellen".

## Sketches
Elke aflevering bestaat uit meerdere absurde filmpjes. Regelmatig terugkerende sketches worden afgewisseld met op zichzelf staande fragmenten.

### Vaak terugkerende sketches
op alfabetische volgorde
- Badman en Robijn
- De familie Magdat
- The Garlic Brothers
- De Gluurbuur
- Graaien Maar, gepresenteerd door Stefan Sympathico (Wesselo)
- Hysterisch Centrum Oost West Thuis Is Het Ook Niet Best
- Kraampje in de duinen (oplichter), met o.a. Kapper, Koffiekoppen, Condoomautomaat en de wegwerpaansteker
- Kunstkruimels
- De natuur, zolang we die nog hebben
- Opmerkelijke mensen, gepresenteerd door Stanislav Sympathico (Wesselo)
- Prof. Paardekuth
- Rumboon en Rumboon
- Sketch "de Timmerman"
- Sketch waarin iemand in een gigantische hondendrol valt
- Sport is okay
- Teevee Educatee, avec Rene
- Weet U De Weg?
- Winnentoe en Oude Schaterhand
- Zeg 't maar
- Teken Meej, avec René

### Soap
Een van de meest bekende afleveringen is de miniserie of soap genaamd "De Föhn". De plot draait om meneer De Groot (Theo Wesselo) die een tweedehands föhn wil kopen. Helaas voor hem blijkt bij de verkoper (Maxim Hartman) een steekje los te zitten met als gevolg dat meneer De Groot avonden bij de verkoper moet vertoeven totdat hij een beslissing heeft genomen om de föhn te kopen. Nadat de verkoper hem zijn ring en zijn horloge afhandig heeft gemaakt (maar zonder de föhn verkocht te hebben), schopt hij meneer De Groot het huis uit en bezigt de bekende zinsnede "Ik zie je nog steeds!", welke ook werd gebruikt in de sketches met de oplichter (ook gespeeld door Maxim Hartman) die een kraampje in de duinen had. Alle afleveringen werden in zwart/wit uitgezonden, vergezeld van muziek van Hugo Friedhofer uit de speelfilm The Best Years of Our Lives uit 1946. Later volgde nog een andere soap met dezelfde personages onder de titel "Consumptie verplicht". Deze afleveringen werden in kleur uitgezonden.

### Spelshows
Gedurende de jaren zijn ook meerdere afleveringen vertoond van spelshows, waarbij kijkers prijzen konden winnen door goede antwoorden in te sturen naar de VPRO. Prijzen bestonden uit onder meer foto's van Rembo & Rembo, maar ook een zonnepet in de vorm van een onderbroek met voorbedrukte poep- en pisvlek. De shows werden gepresenteerd door Fred Happy (Hartman) en zijn assistente, Hanny (Wesselo).
op alfabetische volgorde
- De leukste thuisvideo's
- Graaien maarrrr!!!
- Raad een gezegde... als je durft!
- De Verstopte Kamera Show
- Zing maar eens mee met Kara-OKE!

## Afleveringen

### Seizoen 1 (1987-1988)
| Aflevering (seizoen) | Aflevering (serie) | Titel                                       | Uitzenddatum     |
| -------------------- | ------------------ | ------------------------------------------- | ---------------- |
| 1                    | 1                  | Dierendag                                   | 4 oktober 1987   |
| 2                    | 2                  | Griekse man leert Zeeuws meisje volksdansen | 18 oktober 1987  |
| 3                    | 3                  | Kookoma                                     | 1 november 1987  |
| 4                    | 4                  | De man die alles kan                        | 15 november 1987 |
| 5                    | 5                  | Sport kort                                  | 29 november 1987 |
| 6                    | 6                  | Harry Turtle: Hoe de schildpad dood ging    | 3 januari 1988   |
| 7                    | 7                  | Chantal of hoe je 002 telefoniste wordt     | 17 januari 1988  |
| 8                    | 8                  | Bejaardendiscohiphoprap                     | 31 januari 1988  |
| 9                    | 9                  | Vrouw die al 2 jaar haar adem inhoudt       | 14 februari 1988 |
| 10                   | 10                 | Vrouw laat laserscheten uit haar oksel      | 28 februari 1988 |
| 11                   | 11                 | Club voor lelijke mannen                    | 13 maart 1988    |

### Seizoen 2 (1990-1991)
| Aflevering (seizoen) | Aflevering (serie) | Titel                                 | Uitzenddatum     |
| -------------------- | ------------------ | ------------------------------------- | ---------------- |
| 1                    | 12                 | Fakir? Of hypnotiseur? Nee!           | 7 oktober 1990   |
| 2                    | 13                 | Man die in drol valt                  | 21 oktober 1990  |
| 3                    | 14                 | De tele-opvoedvrouw: Jij of u         | 4 november 1990  |
| 4                    | 15                 | De gekke groenteboer                  | 18 oktober 1990  |
| 5                    | 16                 | Man die zijn paraplu gaat wassen      | 2 december 1990  |
| 6                    | 17                 | Bejaarden                             | 16 december 1990 |
| 7                    | 18                 | Vrouw zet een strijkbout op haar wang | 30 december 1990 |
| 8                    | 19                 | Man die schoen gaat kopen             | 13 januari 1990  |

### Seizoen 3 (1993)
| Aflevering (seizoen) | Aflevering (serie) | Titel                                | Uitzenddatum  |
| -------------------- | ------------------ | ------------------------------------ | ------------- |
| 1                    | 20                 | Kopje koffiekoppen                   | 28 maart 1993 |
| 2                    | 21                 | Als je ziek bent en toch wilt bellen | 4 april 1993  |
| 3                    | 22                 | Viola is gek op babysitten           | 11 april 1993 |
| 4                    | 23                 | Fiets te koop in de duinen           | 18 april 1993 |
| 5                    | 24                 | Stiltegebied                         | 25 april 1993 |
| 6                    | 25                 | Rudy & Rudy met slimbodansen         | 2 mei 1993    |

### Seizoen 4 (1994)
| Aflevering (seizoen) | Aflevering (serie) | Titel                                      | Uitzenddatum     |
| -------------------- | ------------------ | ------------------------------------------ | ---------------- |
| 1                    | 26                 | The Garlic brothers                        | 2 oktober 1994   |
| 2                    | 27                 | Caramba & caramba                          | 9 oktober 1994   |
| 3                    | 28                 | De vrouw met de windjes die niet ruiken    | 16 oktober 1994  |
| 4                    | 29                 | Stoppen met roken                          | 30 oktober 1994  |
| 5                    | 30                 | Vrouw die overal pijn heeft                | 30 oktober 1994  |
| 6                    | 31                 | Man in de duinen                           | 6 november 1994  |
| 7                    | 32                 | Wat doen je ouders als je niet thuis bent? | 13 november 1994 |
| 8                    | 33                 | Strippoker                                 | 20 november 1994 |
| 9                    | 34                 | Koken met het koppie                       | 27 november 1994 |
| 10                   | 35                 | Roken op het werk                          | 4 december 1994  |

### Seizoen 5 (1996-1997)
| Aflevering (seizoen) | Aflevering (serie) | Titel                                              | Uitzenddatum     |
| -------------------- | ------------------ | -------------------------------------------------- | ---------------- |
| 1                    | 36                 | Twee schoolvrienden zien elkaar weer na lange tijd | 17 november 1996 |
| 2                    | 37                 | Een man die poep snuit                             | 24 november 1996 |
| 3                    | 38                 | De alfabetman aan de telefoon                      | 1 december 1996  |
| 4                    | 39                 | Tee-Vee-E-Du-Ca-Tee A-Vec Re-Nee                   | 8 december 1996  |
| 5                    | 40                 | Knippen zonder afspraak in de duinen               | 15 december 1996 |
| 6                    | 41                 | TV-kinderen tegen geweld                           | 22 december 1996 |
| 7                    | 42                 | Het weekend bij twee homoseksuele mannen           | 5 januari 1997   |
| 8                    | 43                 | Harry Turtle kan klokkijken                        | 12 januari 1997  |
| 9                    | 44                 | De familie Magdat                                  | 19 januari 1997  |
| 10                   | 45                 | Teevee Educate avec Rene                           | 26 januari 1997  |

## Achtergrondmuziek
| Uitvoerder (+ muziekschrijver)         | Titel                                 | Gebruikt in/bij                                                 |
| -------------------------------------- | ------------------------------------- | --------------------------------------------------------------- |
| Bix Beiderbecke                        | In A Mist                             | Sketch: Kapper                                                  |
| Jimi Hendrix                           | Foxy Lady                             | Intro Zeg 't maar                                               |
| Robert Stolz (James Last)              | Zwei Herzen im Dreivierteltakt        | Sketch: Zeg 't maar (eieren)                                    |
| Robert Stolz (James Last)              | Zwei Herzen im Dreivierteltakt        | Sketch: Wat doen je ouders als je niet thuis bent?              |
| Slim Pezin                             | Pasadena Station                      | Sketch: Man die zijn paraplu gaat wassen                        |
| Slim Pezin                             | Pasadena Station                      | Sketch: Marktkoopman in de duinen                               |
| Klaus-Peter Schöpfer                   | Straight Ahead                        | Presentatie thema, seizoen 2                                    |
| Michael Jackson                        | Billie Jean                           | Presentatie thema, seizoen 3                                    |
| C+C Music Factory                      | Gonna Make You Sweat                  | Presentatie thema, seizoen 4                                    |
| Color Me Badd                          | I Wanna Sex You Up                    | Presentatie thema, seizoen 4                                    |
| Bee Gees                               | Stayin’ Alive                         | Presentatie thema, seizoen 4                                    |
| Bee Gees                               | Night Fever                           | Presentatie thema, seizoen 4                                    |
| Ekseption                              | Peace Planet                          | Presentatie thema, seizoen 5                                    |
| José Verano                            | Sun Box                               | Sketch: 06-koffielijn                                           |
| Allen Toussaint                        | Theme From The Six Million Dollar Man | Sketch: The Garlic Brothers                                     |
| Elmer Bernstein                        | The Magnificent Seven: Theme          | Sketch: Winnentoe en Oude Schaterhand                           |
| George Fenton                          | The Key (Dangerous Liaisons)          | Sketch: Kunstkruimels                                           |
| André Perrin                           | Souvenir De Montmartre                | Sketch: Teevee Educatee, avec Rene                              |
| Tom Waits                              | Step Right Up                         | Sketch: Politieagent met een meneer die zijn huis wil opstarten |
| Bernard Herrmann                       | The Madhouse                          | Sketch: Waargebeurde verhalen, 't Koppie koffie                 |
| Bernard Herrmann                       | The Swamp                             | Sketch: Waargebeurde verhalen, In gesprek                       |
| Grandmaster Flash and the Furious Five | The Message                           | Sketch: Een broodje kaas onderwater opeten                      |
| George Baker Selection                 | Paloma Blanca                         | Sketch: Frans Slaaf                                             |

## Dvd
In 2004 verscheen er een dvd met 50 sketches van Rembo & Rembo.